# Ennio Antonelli
Ennio Antonelli, född 18 november 1936 i Todi, är en italiensk kardinal och ärkebiskop. Han var ärkebiskop av Florens från 2001 till 2008 och ordförande för Påvliga rådet för familjen från 2008 till 2012.

## Biografi
Ennio Antonelli studerade vid Påvliga Lateranuniversitetet och senare vid Perugias universitet, där han avlade doktorsexamen. Han prästvigdes 1960 i Todis katedral. 
I maj 1982 utnämndes Antonelli till biskop av Gubbio och biskopsvigdes den 29 augusti samma år. År 1988 installerades han som ärkebiskop av Perugia-Città della Pieve. År 2001 efterträdde han Silvano Piovanelli som ärkebiskop av Florens.
Den 21 oktober 2003 upphöjde påve Johannes Paulus II Antonelli till kardinal med Sant'Andrea delle Fratte som titelkyrka. Han deltog i konklaven 2005, vilken valde Benedikt XVI till ny påve. Från 2008 till 2012 var Antonelli ordförande för Påvliga rådet för familjen och 2013 deltog han i konklaven, vilken valde Franciskus till ny påve.

### Webbkällor
- ”ANTONELLI, Ennio (1936–” (på engelska). The Cardinals of the Holy Roman Church. Salvador Miranda. Arkiverad från originalet den 13 februari 2018. https://archive.today/20180213233959/http://webdept.fiu.edu/~mirandas/bios2003.htm%23Antonelli#Antonelli. Läst 13 februari 2018.
- ”Ennio Cardinal Antonelli” (på engelska). Catholic Hierarchy. Arkiverad från originalet den 13 februari 2018. https://archive.today/20180213234621/http://www.catholic-hierarchy.org/bishop/bantoe.html. Läst 13 februari 2018.